# Goljak (montagne)
Pour les articles homonymes, voir Goljak.
Les monts Goljak (en serbe cyrillique : Гољак ;  en albanais : Gollak) sont un massif montagneux du nord du Kosovo et du sud de la Serbie. Le point culminant du massif est le mont Velja Glava, qui s'élève à 1 181 m.